# Рахманов, Николай Михайлович
Николай Михайлович Рахманов (1746—1793) — генерал-поручик, герой русско-турецкой войны 1768—1772 годов. 

## Биография
Из дворянского рода Рахмановых. Родился 5 декабря 1746 года. В военную службу был записан в 1756 году.
В 1771 году в чине секунд-майора служил в Кабардинском мушкетёрском полку и принимал участие в кампании против Турции на Дунае. 5 октября 1771 года был награждён орденом Св. Георгия 4-й степени (№ 143 по кавалерскому списку Судравского и № 164 по списку Григоровича — Степанова)
Во время учинённого с 6 на 7 августа покушения Журжу и штурмование неприятельского ретраншамента, за оказанное мужество преодолением неудобств и взойдением на вал, при отступлении ж за составление арьергарда, собрание раненых и препровождение их в лагерь.
В 1773 году переведён в Ярославский мушкетёрский полк и 22 сентября 1775 года получил чин полковника Севского мушкетёрского полка.
В 1785 году, будучи генерал-майором, состоял при 2-й дивизии. 21 сентября 1787 года награждён орденом Св. Анны. В 1790 году произведён в генерал-поручики.
Среди прочих наград Рахманов имел орден Св. Владимира 2-й степени большого креста и польский орден Белого орла.
Скончался в Санкт-Петербурге 27 марта 1793 года, похоронен на Лазаревском кладбище Александро-Невской лавры.
Его сын от первого брака Григорий (1761—1840), был Херсонским гражданским губернатором и сенатором. 
Вторая жена, Елизавета Петровна Стромилова, харьковская помещица и владелица усадьбы Великий Бобрик. В первом браке была за богачом лейб-гвардии корнетом Андреем Андреевичем Кондратьевым (ум. 1783) и имела дочь Анну (1783—1864; замужем за М. И. Комбурлеем). Дочь от Рахманова — Варвара (ум. 1846), замужем за В. В. Кочубеем.